# 佩里羅伯遜公式
佩里羅伯遜公式（Perry-Robertson formula）是一個可以近似細長梁之挫曲負載的數學公式，也是EN 1993（歐洲規範3：鋼結構設計）中挫曲公式的基礎。其公式如下：
{\displaystyle \sigma _{m}={\frac {1}{2}}\left(f_{y}+\sigma _{e}\left(1+\theta \right)-{\sqrt {\left(f_{y}+\sigma _{e}\left(1+\theta \right)\right)^{2}-4f_{y}\sigma _{e}}}\right)}
而
{\displaystyle \theta ={\frac {w_{o,1}c}{i^{2}}}}
其中：
- {\displaystyle \sigma _{m}}是梁截面的平均縱向應力
- {\displaystyle f_{y}}是材料的彈性限
- {\displaystyle \sigma _{e}}是在尤拉負載下，梁截面的平均張應力。
- {\displaystyle w_{o,1}}是初始幾何缺陷的大小。
- {\displaystyle c}是截面的幾何中心和應力最大纖維之間的距離
- {\displaystyle i}是截面的迴轉半徑

羅伯遜之後提出{\displaystyle \theta =0.003\lambda }，其中{\displaystyle \lambda }為梁的細長比（長度和迴轉半徑之間的比值）。